# Kefalos (heros)
Kefalos – syn Hermesa i nieznanej matki, jeden z herosów w mitologii greckiej, słynny ze swojej wierności do żony Prokris.
Był zapalonym myśliwym, ale któregoś razu podczas polowania, porwała go bogini zorzy porannej, Eos. Gdy odmówił on jej względów, zaproponowała mu, aby sprawdził, czy jego żona jest mu równie wierna, jak on jej. Za radą Eos przybrał więc obcą postać i tak udał się do Prokris. Ta oficjalnie odmówiła jego zalotom twierdząc, że jest zamężna. Wtedy, pokazując swój naszyjnik, udowadniał jej, że jej mąż zginął i padł łupem zbójców. Jednak i to jej nie przekonało, gdyż Prokris stwierdziła, że w tej sytuacji, będzie wierna mężowi nawet po śmierci. Wtedy zaczął ją mamić różnymi błyskotkami i opowieściami o swym bajecznym bogactwie (które nie były kłamstwem, gdyż rzeczywiście był bogaty, ale opowiadał o majątku, w którym Prokris przebywała). Wtedy jego żona zaczęła się łamać, a Kefalos za sprawą Eos wrócił do swej prawdziwej postaci. Przerażona Prokris uciekła z pałacu i przyłączyła się do orszaku bogini Artemidy. Jednak tęsknota zwyciężyła i Kefalos nie mógł długo żyć bez niej. Poszedł więc po nią na Kretę, gdzie przebywała razem z Artemidą. Bogini zgodziła się oddać mu żonę, w dodatku wraz z darami, które wcześniej darowała Prokris – psem myśliwskim Lelapsem, któremu nie umknęła żadna zwierzyna i cudowną dzidą, która nigdy nie chybiała celu.
Gdy tylko wrócili do pałacu, Kefalos znów wybrał się na polowanie. Zmęczony, przysnął pod drzewem, prosząc poetyckimi słowami: O przyjdź, piękna Nefele i zmaż me zmęczenie!, aby wspomniana Nefele, czyli bogini obłoków, zakryła Słońce i umożliwiła mu sen. Usłyszał go jednak pewien człowiek, który popędził do pałacu i opowiedział o tym Prokris. Ta nie zrozumiała poetyckiej metafory i pomyślała, że w czasie jej nieobecności jej mąż nawiązał romans z boginią. Tak więc, następnego dnia podążyła na polowanie za nim. Gdy ten kładł się pod drzewem, wypowiedział te same słowa. Żona, słysząc je osobiście, zapłakała myśląc, że jej mąż ją zdradza. Gdy Kefalos usłyszał płacz w zaroślach, pomyślał, że to zwierzyna i rzucił tam cudowną dzidą Artemidy. Rozpoznał krzyk Prokris. Popadł w rozpacz, gdy zobaczył, że ową dzidą zabił swoją ukochaną żonę. Po tym tragicznym wypadku heros już nie wrócił do domu i do końca życia błąkał się po lasach koło miasta Kefalos, a po śmierci bogowie zamienili go w wiecznie płaczącego bożka tamtejszej rzeki.
Według niektórych wersji mitu, w czasie gdy Prokris była u Artemidy, Kefalos miał z Eos syna Adymnosa lub Fosforosa.